# Мьокен-Мару
Мьокен-Мару (Myoken Maru) — корабель, який під час Другої світової війни брало участь у операціях японських збройних сил. 
Судно спорудили як вантажне в 1938 році на верфі Harima Zosensho в Айой для компанії Nippon Yusen, яка поставила його на лінію між Кобе та Шанхаєм. В 1939-му новим власником стала Toa Kaiun.  
В серпні 1941-го «Мьокен-Мару» реквізували для потреб Імперського флоту Японії та до 23 жовтня переобладнали у канонерський човен, який включили до 1-го дивізіону канонерських човнів.
27 листопада 1941-го корабель полишив Японію, а 12 грудня прибув до затоки Легаспі на південно-східному узбережжі філіппінського острова Лусон, де тієї доби висадив десант загін, що вийшов з Палау (японське командування запланувало ряд допоміжних десантів на Філіппіни перед доставкою головних сил у затоку Лінгайєн). Тієї ж доби «Мьокен-Мару» полишило затоку Легаспі та 15 грудня досягнуло Палау.
18 грудня 1941-го «Мьокен-Мару» вийшов з Палау і в якийсь момент приєднався як додатковий корабель охорони до загону туранспортів, що пряимував з острова Амаміосіма (архіпелаг Рюкю) та 24 грудня здійснив висадку десанту у ще одному пункті на сході Лусону – в затоці Ламон-Бей. 26 – 31 грудня корабель повернувся на Палау.
3 – 17 січня 1942-го «Мьокен-Мару» прослідував через Легаспі до порту Давао на південному узбережжі філіппінського острова Мінданао (тут японський десант висадвися ще наприкінці грудня). 19 – 21 січня 1942-го «Мьокен-Мару» перейшов до островів Бангка (біля північно-східного завершення острова Сулавесі), а 24 січня прослідував дещо південніше до якірної стоянки в затоці Кема (обернене до Молуккського моря узбережжя північно-східного півострова Сулавесі). Тут він був атакований та потоплений американським підводним човном USS Swordfish, загинуло 6 членів екіпажу.